# Cybianthus cuspidatus
Cybianthus cuspidatus är en viveväxtart som beskrevs av Friedrich Anton Wilhelm Miquel. Cybianthus cuspidatus ingår i släktet Cybianthus, och familjen viveväxter. Inga underarter finns listade i Catalogue of Life.